# Anja Sicking
Anja Sicking (La Haya, 1965) es una escritora neerlandesa de novelas y cuentos.

## Biografía
Anja Sicking estudió el clarinete en el Real Conservatoio de Música y Danza de La Haya. Fue de gira varias veces con la orquesta sinfónica de la calle el Ricciotti Ensemble con la que interpretó en la Plaza Roja y en una prisión rusa. También estuvo en numerosos grupos de cámara por ejemplo, en el Ebonykwartet y el Ensemble Contraint.
Con el paso del tiempo, empezó a escribir cuentos. Ganó un premio de literatura que le animó para continuar, así lo hizo con una invitación para escribir historias radiofónicas para un programa de arte y cultura holandés. Entre la música y escribir escogió seguir con la literatura.
Su primera novela, The Keurisquartet, -un cuarteto que lleva el nombre del compositor neerlandés Tristáan Keuris-, fue galardonada con el Premio Marten Toonder/Geertjan Lubberhuizen al mejor debut del año 2000. Su segunda novela, The Silent Sin, estuvo nominada para el Premio DIF/BNG y el Internacional IMPAC Dublín Premio Literario 2008,  Esta novela fue traducida al alemán, inglés y turco.